# Alasdair Roberts (músico)
Alasdair Roberts (8 de agosto de 1977) es un músico de folk escocés. Lanzó una serie de álbumes bajo el nombre de Appendix Out. Tras el álbum de 2001 The Night Is Advancing pasó a emplear su propio nombre. Roberts también es conocido por sus colaboraciones frecuentes con otros músicos y escritores, así como por ser miembro del supergrupo folk The Furrow Collective.

## Primeros años
Roberts nació en Suabia, Alemania, hijo del exguitarrista folk (y socio de Dougie MacLean) Alan Roberts (1946-2001) y su esposa alemana Annegret. Tiene dos hermanas. Se crio en Kilmahog, una aldea cerca de la pequeña ciudad de Callander, cerca de Stirling, en el centro de Escocia, donde comenzó a tocar la guitarra y escribir música. Desde hace tiempo está asentado en Glasgow.

## Appendix Out
En 1994 Alasdair Roberts formó Appendix Out con sus amigos de la escuela Dave Elcock y Kenny McBride y comenzó a tocar en pequeños lugares. Roberts también fue compañero de clase de Helen Marnie de Ladytron. Mientras asistía a un concierto de Will Oldham en 1995, ofreció una cinta de demostración al cantante estadounidense, a la cual siguió un contrato con el sello estadounidense Drag City. El primer lanzamiento de la banda fue un sencillo doble, "Pissed With You/Ice Age", tras el cual vino su primer álbum alrededor de un año más tarde.
Entre 1997 y 2001 Appendix Out lanzó tres álbumes, dos EPs y algunas grabaciones de edición limitada que nunca tuvieron una distribución amplia. Grabaron una sesión para el programa de radio de John Peel en la BBC en 2001. La formación de la banda cambió con frecuencia, con Roberts como único miembro constante.

## Carrera en solitario
Después de tres álbumes de larga duración con Appendix Out, Roberts grabó su primer álbum en solitario, The Crook of My Arm. Este consistía casi en su totalidad en la voz en solitario y la guitarra, contrastando con el sonido ocasionalmente experimental de los discos de Appendix Out. Todas las canciones son tradicionales. Roberts acreditó a los cantantes de cuyas actuaciones había aprendido las canciones (las cuales incluían a su padre, Alan Roberts, y al socio musical de este, Dougie MacLean).
Desde entonces, Roberts ha lanzado otros dos álbumes de canciones tradicionales - No Earthly Man y Too Long in This Condition - además de tres álbumes de canciones originales: Farewell Sorrow, The Amber Gatherers y Spoils. Un cuarto, A Wonder Working Stone, fue lanzado en enero de 2013, acreditado a Alasdair Roberts and Friends, un grupo de músicos que incluye entre otros a Stevie Jones, Rafe Fitzpatrick, Olivia Chaney y Alex Neilson. En 2015 Roberts lanzó un álbum homónimo, un regreso a la relativa sobriedad de álbumes anteriores, y en 2017 Pangs, que fue de nuevo un álbum más colaborativo, con músicos con los que Roberts ha trabajado previamente -Stevie Jones, Tom Crossley y Alex Neilson- y coros de Debbie Armour.
Cada álbum tiene un carácter distinto y la composición de Roberts ha cambiado en los últimos años de la austeridad de Farewell Sorrow y The Amber Gatherers a emplear juegos de palabras mucho más densos, llenos de alusiones a la mitología, la espiritualidad esotérica y el gnosticismo, tanto en Spoils como en otros lanzamientos recientes.
En 2012, el músico Steve Adey versionó "Farewell Sorrow" en su álbum The Tower of Silence.

## Colaboraciones
"Colaborar es extremadamente importante para mí. Reitero, extremadamente" acostumbra a decir Roberts. Sus colaboraciones han tomado muchas formas.

### Músicos de acompañamiento
Un gran número de músicos han tocado con Alasdair Roberts cuando graban o actúan bajo su propio nombre. Estos incluyen:
- Bajo eléctrico: Gerard Love, Gareth Eggie, Bill Lowman, Will Oldham, Paul Oldham
- Bajo de pie: Stevie Jones
- Fiddle: Rafe Fitzpatrick, Alastair Caplin, Elle Osborne, John McCusker
- Batería: Alex Neilson, Shane Connolly, Rian Murphy, Tom Crossley
- Guitarra: Gordon Ferries, Gareth Eggie, RM Hubbert
- Chelo: Isobel Campbell, Christine Hanson
- Piano: Tom Crossley, Isobel Campbell, Emily MacLaren
- Voz: Emily Portman, Will Oldham, Tom Crossley, Niko-Matti Ahti, Debbie Armour
- Jouhikko: Pekko Kopi[12]
- Viola: Alison McGillivray
- Clavecín, armonio: David McGuiness
- Arpa: Kirsten Koppel, Bill Lowman
- Flautas: Donald Lindsay

### Grupos, conjuntos y dúos
- En 2001, Roberts colaboró con sus amigos y compañeros de sello Will Oldham y Jason Molina, ambos tocando en sus álbumes y en el álbum único, Amalgamated Sons of Rest.
- Con miembros de la Second Hand Marching Band, Roberts es parte de The Robert Tannahill Project, dedicado a interpretar las canciones del poeta escocés Robert Tannahill.
- Roberts participó en una residencia de una semana en Aldeburgh, titulada "Revenge of the Folksingers" y dirigida por David McGuinness, de Concerto Caledonia, en diciembre de 2010.[13] Otros participantes fueron los miembros de Concerto Caledonia, Jim Moray y Olivia Chaney. Roberts contribuyó con una canción original, así como cantando canciones de Ivor Cutler, Benjamin Britten, Hamish Henderson y del repertorio tradicional. Un álbum con el mismo título y selección de canciones fue lanzado en 2011.
- En 2010, Roberts interpretó un conjunto de canciones escritas por el artista islandés Benni Hemm Hemm como parte del Festival de Arte de Reikiavik.[14]
- Roberts colaboró con Karine Polwart en una serie de actuaciones en Stirling, Londres y la Sidmouth Folk Week en 2010 y 2011 (también acompañado por Corrina Hewat en Stirling y Londres). La pareja lanzó una grabación de la canción tradicional Captain Wedderburn's Courtship, como un sencillo de 7" en 2011.
- Roberts colaboró con Mairi Morrison, una cantante gaélica de Glasgow de la Isla de Lewis, en un álbum de canciones tradicionales, Urstan, lanzado en marzo de 2012.[15]
- La Fruit Tree Foundation es una iniciativa centrada en la salud mental a cargo de nueve compositores escoceses que acostumbran a componer principalmente en parejas. Roberts contribuyó con canciones con James Yorkston y Rod Jones al álbum resultante, First Edition.[16]
- Roberts contribuyó al álbum Curiosity Box de Pumajaw (2008), y, como escritor e intérprete, al álbum Hyperboreans de Jackie Oates.
- Con Alex Neilson, Lavinia Blackwall y Michael Flower, bajo el nombre de Black Flowers, Roberts tocó en el álbum I Grew From a Stone to a Statue.
- Roberts cantó la voz principal en Draughty Old Fortress en el álbum de David Rotheray The Life of Birds.[17]
- Roberts colaboró con RM Hubbert en una versión de The False Bride para el álbum de 2012 de Hubbert, Thirteen Lost & Found (Chemikal Underground, CHEM166).
- Roberts apareció en las pistas del álbum de 2013 de Lisa Knapp, Hidden Seam.
- Junto con Emily Portman, Lucy Farrell y Rachel Newton, Roberts es parte de The Furrow Collective. Han lanzado tres álbumes: At Our Next Meeting (2014), Wild Hog (2016) y Fathoms (2018).

### Teatro, cine y obra literaria
- Roberts interpretó hurdy-gurdy en la banda sonora de la película de 2003 Young Adam.[18] Esto fue lanzado más tarde bajo el título Lead Us Not into Temptation por David Byrne.
- Roberts contribuyó con una canción recién escrita, Dighty Burn, como banda sonora de Edward Summerton para el cortometraje Dighty de Michael Windle en 2011.[19]
- A principios de 2011, Roberts participó en una residencia de tres meses en la Escuela de Estudios Escoceses, bajo el título "Archive Trails". Colaboró con el fabricante de marionetas y titiritero, Shane Connolly, en dos piezas cortas de teatro musical: The Secret Society of Horsemen y una reelaboración de la obra de mummers escoceses, Galoshins, para títeres.[20]
- Roberts ha colaborado con el artista y cineasta Luke Fowler en un video para su canción Under No Enchantment (But My Own) y contribuyendo con la música a la banda sonora de la película de Fowler de 2011 sobre R.D. Laing All Divided Selves.[21]
- Roberts trabajó por primera vez con el poeta escocés Robin Robertson en una canción para el álbum de 2007 de colaboraciones músico-poeta, Ballads of the Book. Los dos han colaborado desde entonces en un ciclo de canciones basado en el archipiélago de San Kilda.[22]

### Testimonios y contribuciones adicionales
Roberts ha contribuido a lo siguiente:
- Lal Waterson – actuación en Cecil Sharp House, Londres, en octubre de 2007, como parte de BBC Electric Proms,[23] además de una grabación de The Bird de Waterson para el álbum tributo Migrating Bird, comisariado por Charlotte Greig.
- The Incredible String Band – actuación en el Barbican Centre de Londres, en julio de 2009, comisariada por Joe Boyd y también con Robyn Hitchcock, Trembling Bells, Dr Strangely Strange y otros.[24]
- Neil Young – actuación en el Queen Elizabeth Theatre, Vancouver, en febrero de 2010, comisariada por Hal Wilner como parte de la Olimpiada Cultural.[25]
- Alistair Hulett – Roberts grabó una versión de The Dark Loch de Hulett para el álbum tributo Love, Loss and Liberty: The Songs of Alistair Hulett, lanzado en 2011 después de la muerte de este último.
- Jason Molina – Roberts grabó una versión de Being in Love de Molina para el álbum benéfico Do I Have to be Alright, All of the Time?, lanzado para su descarga en 2012 e interpretado en un concierto benéfico en Londres en septiembre de 2012.[26]
- Alan Lomax – Roberts fue invitado por Nathan Salsburg del Alan Lomax Archive para comisariar un álbum con las grabaciones de canciones tradicionales escocesas que Alan Lomax recogió, resultando en el álbum recopilatorio Whaur The Pig Gaed on the Spree (2011).[27]

## Discografía

### Appendix Out
- The Rye Bears a Poison – Drag City, 1997

Formación: Alasdair Roberts, Eva Peck, Dave Elcock, Louise D
- Well Lit Tonight – Creeping Bent, 1997 (Split single con The Leopards – Cutting a Short Dog)
- Daylight Saving – Drag City, 1999

Formación: Alasdair Roberts, Gareth Eggie, Dave Elcock, Tom Crossley, Kate Wright
- The Night Is Advancing – Drag City, 2001

Formación: Alasdair Roberts, Gareth Eggie, Tom Crossley. Con la colaboración de Dave Elcock, Annabel Wright, Mark Harvey, Donald Lindsay, Rian Murphy, Sheryl Norquay, Sean O'Hagan
- A Warm and Yeasty Corner (EP) – Shingle Street, 2001

Formación: Alasdair Roberts, Brad Gallagher, Lindsay Anderson, Bill Lowman
(El grupo también grabó un álbum navideño en 2000, que consiste en grabaciones caseras de villancicos tradicionales. Este álbum sólo estuvo disponible como regalo para los miembros de la banda y a la venta en un puñado de conciertos próximos a ese momento.)

### Como Alasdair Roberts
- Crook of My Arm – Secretly Canadian, 2001
- Farewell Sorrow – Drag City y Rough Trade, 2003
- No Earthly Man – Drag City, 2005
- You Need Not Braid Your Hair for Me: I Have Not Come A-Wooing (EP) – originalmente repartido en un concierto en Cecil Sharp House, 2005
- The Amber Gatherers – Drag City, 2007
- Spoils – Drag City, 2009
- The Wyrd Meme (EP) – Drag City, 2009
- Too Long in This Condition – Drag City, 2010 (como Alasdair Roberts & Friends)
- A Wonder Working Stone – Drag City, 2013 (como Alasdair Roberts & Friends)
- Alasdair Roberts – Drag City, 2015
- Pangs - Drag City, 2017
- What News - Drag City, 2018 (como Alasdair Roberts, Amble Skuse & David McGuinness)
- The Fiery Margin - Drag City, 2019

### Contribuciones en recopilatorios y producciones colaborativas
Roberts ha contribuido con actuaciones y grabaciones exclusivas en los siguientes lanzamientos
- Amalgamated Sons of Rest – Galaxia, 2002, con Will Oldham y Jason Molina
- I Grew From a Stone to a Statue – Bo Weavil, 2009, como miembro de the Black Flowers con Alex Neilson, Lavinia Blackwall y Michael Flower
- A Selection of Marches, Quicksteps, Laments, Strathspeys Reels and Country Dances – Room40, 2010, con Jackie Oates
- Horses and Hangings, Homicide and Hellfire – compilación del Leigh Folk Festival 2010, en el cual Roberts interpreta la canción tradicional The Bonnie Banks o' the Airdrie
- Revenge of the Folksingers – Delphian Records, 2011, álbum de Concerto Caledonia, para el cual Roberts escribió e interpretó la canción original The Sacred Nine and the Primal Horde así como las también tradicionales False Lover John, The Freedom Come All Ye y Bonnie Susie Cleland
- First Edition – Chemikal Underground, 2011, para la fundación dedicada a la salud mental Fruit Tree Foundation, contribuyendo con las canciones Beware Beware y The Untrue Womb
- Captain Wedderburn's Courtship – Drag City, 2011, con Karine Polwart (y b/w Dowie Dens O' Yarrow por Drew Wright)
- Urstan – Drag City, 2012, álbum de canciones tradicionales originales con Mairi Morrison.
- Wrecks, Rucks, Riots and Resurrection – compilación del Leigh Folk Festival, 2012, en el cual Roberts interpreta la canción tradicional Smash the Windows
- Weirdlore – Folk Police, 2012, compilación para la cual Roberts escribió e interpretó la canción original Haruspex of Paradox
- Folk Songs II – Static Caravan, 2012, Big Eyes álbum de Family Players en el cual Roberts interpreta las canciones tradicionales The Coast o' Spain y Maureen from Gippursland
- Harbour of Songs – Stables Trading, 2012, canciones inspiradas en The Lone Twin Boat Project para el cual Roberts escribió en interpretó la canción original My Rola-Bola Board
- Weary Engine Blues: Crossroads – Graveface Records, 2013, compilación benéfica en memoria de Jason Molina para la cual Roberts versionó el tema de Songs: Ohia's Erie Canal.
- Hirta Songs – Stone Tape Recordings, 2013, con Robin Robertson
- Solo Man - Jinnwoo presentando a Alasdair Roberts, 2014
- The Furrow Collective - proyecto colaborativo con Emily Portman, Lucy Farrell y Rachel Newton, desde 2014
- Green Ribbons - proyecto de voz sin acompañamiento musical con Frankie Armstrong, Jinnwoo y Burd Ellen - desde 2018